# 11094 Cuba
11094 Cuba è un asteroide della fascia principale. Scoperto nel 1994, presenta un'orbita caratterizzata da un semiasse maggiore pari a 3,0777700 UA e da un'eccentricità di 0,1893945, inclinata di 2,15827° rispetto all'eclittica.
L'asteroide è dedicato a Cuba.